# Movimiento Ciudadano
Movimiento Ciudadano (deutsch Bürgerbewegung) ist eine sozialdemokratische Partei in Mexiko.

## Geschichte
Die Partei wurde 1997 unter dem Namen Convergencia por la Democracia (Konvergenz für die Demokratie) gegründet und 1999 ins Parteienregister eingetragen. Erster Vorsitzender war Dante Delgado Rannauro, der die Partei bis 2006 führte. Zu den landesweiten Wahlen im Jahr 2000 trat sie als Bestandteil des Mitte-links-Bündnisses Alianza por México an und unterstützte die Präsidentschaftskandidatur Cuauhtémoc Cárdenas Solórzanos von der Partido de la Revolución Democrática (PRD). Im Jahr 2002 verkürzte sie ihren Namen zu Convergencia. Zur Parlamentswahl im Jahr darauf trat sie erstmals mit eigenen Kandidaten an, erhielt 2,3 % der Stimmen und 5 der 500 Sitze im Abgeordnetenhaus. 
Bei der Präsidentschaftswahl 2006 trat die Convergencia erneut zusammen mit der PRD sowie der Partido del Trabajo (PT) als Coalición Por el Bien de Todos an und unterstützte die Kandidatur von Andrés Manuel López Obrador, der jedoch knapp unterlag. Bei der gleichzeitig abgehaltenen Parlamentswahl erhielt Convergencia 18 Sitze. Bei der Parlamentswahl 2009 kam die Partei auf 2,5 % der Stimmen und 6 Sitze. In Oaxaca wurde 2010 erstmals ein Mitglied von Convergencia zum Gouverneur eines Staats gewählt: Gabino Cué Monteagudo. Er war nach 80 Jahren der erste Gouverneur von Oaxaca, der nicht der PRI angehörte. Seine Amtszeit dauerte bis 2013.
Ende Juli 2011 benannte sich die Partei abermals um und trägt die heutige Bezeichnung. Zur Präsidentschaftswahl 2012 trat sie abermals im Bündnis mit PRD und PT an, diesmal unter der Bezeichnung Frente Amplio Progresista. Sie unterstützte wieder die Kandidatur von López Obrador, der erneut unterlag. Zugleich erhielt sie 16 der 500 Abgeordnetensitze. Dante Delgado Rannauro war von 2012 bis 2018 Nationaler Koordinator des Movimiento Ciudadano. Bei der Parlamentswahl 2015 konnte die Partei ihr Ergebnis auf 6,1 % (über 2,4 Millionen Stimmen) und 26 Sitze ausbauen. 
Zu den bundesweiten Wahlen 2018 ging das Movimiento Ciudadano ein Bündnis mit der PRD und der konservativen Partido Acción Nacional (PAN) unter der Bezeichnung Por México al Frente ein und unterstützte den PAN-Präsidentschaftskandidaten Ricardo Anaya Cortés, der jedoch nicht erfolgreich war. Bei der gleichzeitig abgehaltenen Wahl zum Abgeordnetenhaus ging der Wähleranteil des Movimiento Ciudadano auf 4,4 % zurück, die Sitzzahl stieg jedoch auf 27. Zudem gewann die Partei die Gouverneurswahl im Bundesstaat Jalisco. Dort ist seither Enrique Alfaro Ramírez Regierungschef, der zuvor Bürgermeister der Millionenstadt Guadalajara gewesen war. 
Die Parteifarbe ist Orange. Das Logo zeigt – angelehnt an das Wappen Mexikos – einen Adler mit einer Schlange im Schnabel. Auf internationaler Ebene gehört das Movimiento Ciudadano der Progressiven Allianz an.